# 花守香音
花守 香音（はなもり かのん、1997年4月10日 - ）は、日本の女優であり、アイドルユニット『Lucky Color's』の元メンバーである。沖縄県出身。

## 経歴・人物
3姉妹の末っ子として生まれる。2010年2月、イトーカンパニーとブルーシールの共催で行われた「イトーカンパニー20周年企画 沖縄限定オーディション」で準グランプリを獲得し、同年12月1日、グランプリ受賞者のMIINA（山川未菜）らと共にLucky Color'sを結成。この時、13歳であった。
2013年、中学卒業と共に東京へ移住。同年、『仮面ライダー鎧武/ガイム』でチャッキーを演じて以降、女優としても活動するようになる。
イトーカンパニーを退所。2022年5月に株式会社FOR YOUに所属
2023年4月まで「花影香音」として活動し、以降は改名し「花守香音」名義で活動。

## 出演

### テレビドラマ
- 仮面ライダー鎧武/ガイム（2013年10月6日 - 2014年9月28日、テレビ朝日） - チャッキー 役
- 烈車戦隊トッキュウジャーVS仮面ライダー鎧武 春休み合体スペシャル（2014年3月30日、テレビ朝日） - チャッキー 役
- 世にも奇妙な物語 秋の特別編 アバンストーリー「ずっとトモダチ」（2016年10月8日、フジテレビ） - 友里 役
- 嫌われる勇気 第3話（2017年1月26日、フジテレビ） - 北島絵梨子 役
- 放送90年 大河ファンタジー「精霊の守り人II 悲しき破壊神」 第9話（2017年3月25日、NHK総合） - スーアン城の侍女 役
- 相棒18 第20話（2020年、テレビ朝日） - 飯島露 役
- 東京男子図鑑 第1話（2020年4月、カンテレ） - 吉野香数美 役
- 完全に詰んだイチ子はもうカリスマになるしかないの 第2・3話（2022年11月、テレビ東京） - AD 役
- 連続ドラマW「フェンス」 第2話（2023年3月、WOWOW） -  ユウリ役
- 松本清張ドラマスペシャル 第一夜「顔」（2024年1月3日、テレビ朝日） - 漆原ミカ 役

### ウェブドラマ
- 全裸監督 ‐THE EMPEROR OF PORN‐（2019年8月、Netflix）
- 今際の国のアリス 第2話（2020年12月、Netflix） - アヤ 役
- 騎士竜戦隊リュウソウジャー THE LEGACY OF The Master's Soul（2021年10月17日、東映特撮ファンクラブ） - イスカ 役[2]

### 映画
- 天国からのエール（2011年10月1日、アスミック・エース）
- ハイザイ〜神さまの言うとおり〜（2012年9月1日、アルゴ・ピクチャーズ）
- 仮面ライダー×仮面ライダー 鎧武&ウィザード 天下分け目の戦国MOVIE大合戦（2013年12月14日、東映） - チャッキー 役
- 劇場版 仮面ライダー鎧武 サッカー大決戦!黄金の果実争奪杯!（2014年7月19日、東映） - チャッキー 役
- ソフテン（2014年10月31日、オフィスインベーダ―） - 胡桃人美 役
- 東京無国籍少女（2015年7月25日、東映ビデオ） - 莉奈 役
- ほんとうにあった怖い話 第三十一夜 禁断の遊びチャーリーゲームの呪い（2015年8月22日、NSW） - 久美 役
- 人狼ゲーム プリズンブレイク (2016年7月2日、AMGエンタテインメント) - 及川菜々実 役
- アズミ・ハルコは行方不明（2016年12月3日、クロックワークス/ファントム・フィルム） - JK（女子高生） 役[3]
- 傷だらけの悪魔（2017年2月4日、KADOKAWA） - 花房宏子 役
- 爆裂魔神少女 バーストマシンガール（2019年11月22日、アルバトロス・日活） - ヨシエ 役
- 余命10年（2022年3月4日、ワーナー・ブラザース映画） - 高林茉莉の同級生 役[4]

### オリジナルビデオ
- 鎧武/ガイム外伝 仮面ライダーデューク/仮面ライダーナックル（2015年） - チャッキー 役

### 舞台
- 演劇チーム 渋谷ハチ公前「ストックホルム」（2018年）
- 誰ガ為のアルケミスト 舞台版『聖石の追憶』（2019年） - カノン 役
  - 誰ガ為のアルケミスト 舞台版『聖石の追憶』〜闇ヲ見つめる者〜（2019年） - カノン 役
- 劇団宝船「社交辞愛」（2019年）
- 舞台版 誰ガ為のアルケミスト～聖ガ剣、十ノ戒～（2020年） - カノン 役
- 舞台版 誰ガ為のアルケミスト～宛名ノナイ光～（2020年） - カノン / シオン 役
- 舞台 あやかし緋扇（2021年） - 唐沢未来 役
- 舞台版 誰ガ為のアルケミスト -Last Blue 漆黒から、君ニ-（2022年） - カノン 役

### バラエティ番組
- めざましテレビ（フジテレビ） - イマドキガール
- 全力坂（テレビ朝日）
- THE突破ファイル（2018年12月20日、日本テレビ）
- お笑いの日2022（TBS） - ランジャタイとダイアン津田のコラボネタへの出演

### CM・広告
- MATCH
- ブルーシール
- KIRIN Met's 「登場篇」「走る女子高生篇」[1]
- イオン ゆかた2015「夏古典」
- イオン イオンの水着「MIZUGI2015」
- 家庭教師のトライ「Try IT はじまる篇」
- オンラインRPG「黒い砂漠」
- 後楽不動産（2022年8月）
- FESTINOツヤモイストドライヤー（2022年9月）

### MV
- Official髭男dism「SWEET TWEET」（2015年）[5]
- Official髭男dism「愛なんだが…」（2015年）[6]
- seven oops「この島で」（2018年）[7][8]
- BAK「パラレルワールド（前編）」（2021年）[9]
- 朝倉未来「空模様」（2022年）[10]
- 一華ひかり「桔梗の花束」（2022年）[11]

### その他
- 2010ブルーシールイメージガール
- マザー牧場2012イメージガール